# 六行会
一般財団法人六行会 (りっこうかい) は、東京都品川区に所在する六行会ホールの運営を行っている団体。1845年に南品川宿の有志によって始められた日掛積金が元となっている。また、東京都内に現存するうち最も古い図書館である品川区立図書館の設立母体となった組織でもある。

## 歴史
品川宿の地主を中心に凶作の年や災害が発生したときに互助を行うため、1845年 (弘化2年) に品川宿を管轄していた関東代官の許可を得て「宿相続」という互助を目的とした積み立てを開始した。
積み立て開始後は大きな災害などもなく、積立金が多額となったため、1855年（安政2年）に佐土原藩の抱屋敷 (現在の六行会総合ビルのある場所) を購入した。購入した土地は「荏川町主法地」と呼ばれ、この土地で貸家を建て積立金の運用を行う目論見であったが、抱屋敷跡に貸家を建築する許可が幕府から降りるのは1861年 (万延2年) 年まで待つこととなった。これ以降は購入した土地で貸家の運用を行った。
1865年頃からは日掛による積立は行わなくなっていった。
明治時代に入り、宿場制度が廃止となると宿相続によって蓄積された積立金を元手に教育助成や荏川町倶楽部という集会所の運営を1923年に開始した。荏川町倶楽部には荏川町文庫という書籍の貸し出しを行う部門があり、これは都内で最も古い図書館である。同年には宿相続から正式な組織名称として六行会を定めた。六行会の六は、かつての南品川宿の六字と『周礼』で人の勤むべき六行に由来する。
1921年に東京府会によって決定された「目黒川改修事業」により六行会の貸家と土地の大部分が失われることとなった。のちの1944年には強制疎開（建物疎開）により六行会の所有していた貸家は全て失われている。
1927年に当時の文部省から財団法人の認可を受け、1928年に荏川町文庫を荏川町倶楽部から独立した新しい図書館として設置した。1932年に品川地区が東京市に編入されると荏川町文庫を東京市へ寄付した。荏川町文庫は、東京市立品川図書館となり、1950年の品川区への移管後は品川区立図書館と組織を変え、2017年現在も存続している。
1994年に設立150年を記念して、設立母体となった品川区立図書館を内包する形で六行会総合ビルを建設した。地下に248人収容の六行会ホールを備え、演劇、コンサート、寄席などに使用される。

## 六行会ホール
六行会総合ビル地下2階に位置するプロセニアム形式（桧集成材フローリング）、214平方メートル（64.7坪）の劇場。地下1階に調整室が設けられ、舞台奥手に地上への搬出入リフターを備える。収容人数としては小劇場に分類されるが、ホテル並みのホワイエを備えている。
2000年より同ビルに入居する品川図書館、8階ラウンジスペースと連携したチルドレンフェスティバル（低年齢層向け舞台芸術鑑賞会）を7月下旬から8月上旬まで六行会有志によって主催、運営している。実演劇団によってはバックステージツアーも実施。

## 関連文献
- 『財団法人六行会九十年史』六行会、1934年。NDLJP:1457060。